# Andrzej Zakrzewski (reżyser)

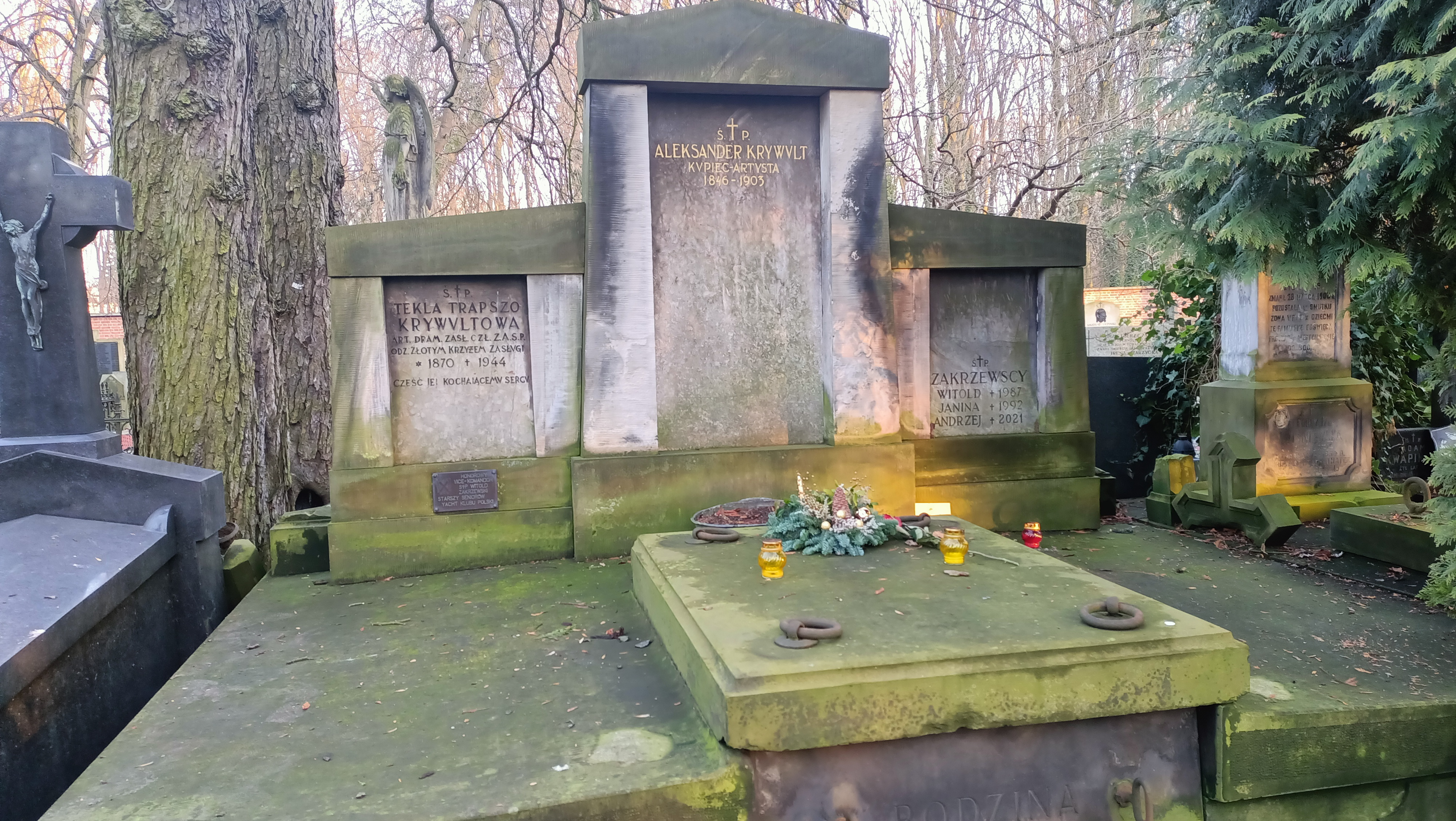
Grób reżysera Andrzeja Zakrzewskiego na Cmentarzu Powązkowskim

Andrzej Zakrzewski (ur. 28 czerwca 1935 w Warszawie, zm. 29 czerwca 2021 tamże) – polski reżyser filmowy, radiowy i telewizyjny.

## Życiorys
W 1958 ukończył studia na Wydziale Organizacji Produkcji Filmowej PWSF w Łodzi. W 1980 otrzymał nagrodę Złotego szczupaka za reżyserię „Zegarka” Jerzego Szaniawskiego na IV Festiwalu Polskiej Twórczości Telewizyjnej w Olsztynie.
W 1997 zdobył nagrodę Grand Prix Festiwalu Słuchowisk Polskiego Radia w Bolimowie za Kartotekę rozrzuconą według Różewicza. W 2001 otrzymał Nagrodę Honorową „Wielki Splendor” Teatru Polskiego Radia.

## Filmografia
- 1973: Akcja V – reżyser
- 1971: Beczka Amontillado – II reżyser,
- 1969: W każdą pogodę – reżyseria,
- 1967: Szach i mat! w Opowieści niezwykłe – reżyseria,
- 1967: Dziadek do orzechów – współpraca reżyserska,
- 1965: Podziemny front – II reżyser,
- 1964: Pierwszy dzień wolności – współpraca reżyserska,
- 1963: Zbrodniarz i panna – współpraca reżyserska,
- 1963: Kryptonim Nektar – II reżyser,
- 1962: Mój stary – współpraca reżyserska,
- 1961: Droga na Zachód – współpraca reżyserska,
- 1958: Rancho Texas – współpraca reżyserska,
- 1958: Kalosze szczęścia – współpraca produkcyjna.